# Evangelische Vereinigung
Die Evangelische Vereinigung war eine Kirchenpartei innerhalb der evangelischen Landeskirche in Preußen, die (unter wechselnden Namen) von 1873 bis 1933 bestand. Sie war zunächst von der Vermittlungstheologie geprägt und wurde oft auch als „(kirchliche) Mittelpartei“ bezeichnet.
Die Gründung erfolgte im Zusammenhang mit der von Kultusminister Adalbert Falk betriebenen Reform der Kirchenverfassung in den 1870er Jahren. Um der zwischen dem konfessionalistischen Neuluthertum und dem kirchlichen Liberalismus vermittelnden Position eine Vertretung in der vorgesehenen Generalsynode zu schaffen, gründete der Hallenser Theologieprofessor Willibald Beyschlag 1873 die Partei in der Provinz Sachsen. Mit anderen Provinzialvereinen schloss sie sich 1877 zur Landeskirchlichen Evangelischen Vereinigung zusammen. Ihre Ziele waren die Förderung der innerprotestantischen Union, der Ausbau einer presbyterial-synodalen Kirchenverfassung, das Festhalten an den altkirchlichen und reformatorischen Bekenntnissen, jedoch unter Wahrung der protestantischen Freiheit, und die Unterstützung des Staates im Kulturkampf gegen die römisch-katholische Kirche. Ihr Organ waren ab 1876 die Deutsch-Evangelischen Blätter (bis 1908; anschließend Deutsch-Evangelisch, 1910–1920 herausgegeben von Martin Schian).
Bei der außerordentlichen Generalsynode 1875 erklärte sich zunächst die Mehrheit der Synodalen als Anhänger des von Beyschlag formulierten Programms. Unter Führung von Rudolf Kögel trennte sich jedoch der konservative Flügel ab und bildete die Partei der Freunde der Positiven Union, die bis 1918 dominierte. Obwohl die Evangelische Vereinigung meist etwa ein Viertel der Mitglieder der Generalsynode stellte und sich als besonders staatstragend empfand, konnte sie bis 1888 keinen Einfluss auf das Kirchenregiment erlangen. Erst unter Wilhelm II. gewann sie größere Bedeutung. So wurde ihr Mitbegründer Hermann von der Goltz 1892 geistlicher Vizepräsident des Evangelischen Oberkirchenrats. Führende Vertreter waren nun meist von  Albrecht Ritschl geprägte Theologen wie Julius Kaftan, Erich Haupt, Ferdinand Kattenbusch, Friedrich Loofs und Adolf Deißmann. Der Berliner Kirchenrechtler Wilhelm Kahl übernahm 1891 den Vorsitz und setzte 1905 eine programmatische Erneuerung durch. Enge Verbindungen gab es zu dem ebenfalls von Beyschlag 1886 gegründeten  Evangelischen Bund und zum  Evangelisch-Sozialen Kongress.
1920 benannte sich die Partei in Volkskirchliche Evangelische Vereinigung um und betonte in ihrem neuen Programm die Schaffung einer auf dem Gemeindeprinzip beruhenden freien Volkskirche. Vorsitzender wurde der Hallenser Praktische Theologe Karl Eger. Das Programm von 1928 war von dem Kirchenrechtler Günther Holstein und seiner differenzierten Zuordnung von Wesenskirche und Rechtskirche geprägt. Ab 1932 zeigten sich Spannungen, weil ein Teil der Mitglieder den nationalsozialistischen Deutschen Christen zuneigte. Nach der Machtergreifung 1933 löste sich die Evangelische Vereinigung als erste der preußischen Kirchenparteien auf.